# ماري دي بريين
ماري دي بريين (بالفرنسية: Marie de Brienne)‏ (حوالي. 1225 - 1275) هي إمبراطورة القسطنطينية اللاتينية بعد زواجها من بالدوين الثاني آخر إمبراطور كاثوليكي لـ القسطنطينية، هي الابنة البكر لـ جان دي بريين إمبراطور القسطنطينية اللاتينية بحيث كان الوصي على زوجها خلال صباه، من زوجته الثالثة برينغاريا من ليون، وأيضا هي الشقيقة الصغرى لـ إيزابيلا الثانية ملكة القدس.
أيضا أصبحت الوصية على الإمبراطورية خلال أحد غيابات زوجها المتكررة بين نهاية 1243 حتى 1248 نحو أوروبا الغربية للطلب المساعدة حول الدعم المالي، وأيضا خلال مشاركته في الحملة الصليبية السابعة بجانب ابن خالته لويس التاسع ملك فرنسا.